# 56a Divisió (Japó)
La 56a Divisió (第56師団, Dai-gojūroku Shidan) va ser una divisió d'infanteria de l'Exèrcit Imperial Japonès. El seu indicatiu era la Divisió del Drac (龍兵団, Tatsu Heidan).

## Història
Es va formar el 10 de juliol de 1940 a Kurume, simultàniament amb les divisions 51a, 52a, 54a, 55a i 57a. El nucli de formació era el quarter general de la 12a divisió. La seva tropa provenia principalment de les prefectures de Fukuoka, Saga i Nagasaki. La 56a Divisió va ser inicialment assignada al Districte de Mobilització de Kurume, sota el comandament de l' Exèrcit del Districte Occidental.
L'octubre de 1941, el 146è Regiment d'Infanteria i el 2n Batalló del 56è Regiment d'Artilleria de Camp es van reorganitzar com el "56è Regiment Mixt Independent" (subordinat al destacament Sakaguchi). Va sortir de Palau el 16 de desembre de 1941 i va aterrar a la ciutat de Davao el 17 de desembre de 1941 i va navegar de nou el 7 de gener de 1942 cap a Tarakan. Després, estava previst per a la invasió de Borneo. El 21 de gener de 1942 va navegar de Tarakan a Balikpapan i el 19 de febrer de 1942, el destacament Sakaguchi va ser enviat a l'est Java, arribant l'1 de març de 1942, per cooperar amb la 48a Divisió. Al destacament de Sakaguchi se li atribueix la captura del port de la Regència de Cilacap després d'una marxa de 400 km. El destacament es va fusionar de nou a la 56a Divisió l'abril de 1942.
Amb la imminència de la guerra del Pacífic, la 56a divisió es va mobilitzar completament el novembre de 1941. Encara que inicialment la 56a divisió estava programada com a reforç per a la invasió japonesa de Malàisia, el ràpid cessament de la resistència britànica va donar com a resultat que la divisió s'adjuntés al Vint-i-Cinquè Exèrcit i l'enviés a Birmània el març de 1942, desembarcant a Rangún i participant a la batalla de Toungoo. La 56a Divisió es va enllaçar amb la 55a Divisió a Toungoo el 28 de març de 1942. Els seus elements de reconeixement van obligar els xinesos a evacuar la ciutat obrint el camí cap a l'est. Més tard, la 56a Divisió va flanquejar la línia aliada cap a l'est, avançant a través de les muntanyes fins al riu Salween als Estats Karenni. La Divisió va derrotar el 6è Cos xinès a les batalles de la zona de turons Karen de Mawchi el 13 d'abril de 1942, Bawlake, Bato, Taunggyi i Loikaw el 20 d'abril de 1940, i va forçar la seva retirada cap a l'est a Yunnan. Avançant cap al nord a través dels Estats Shan, la 56a Divisió va derrotar elements del 65è Cos xinès per prendre la ciutat de Lashio a la carretera de Birmània. La caiguda de Lashio a la 56a Divisió el 29 d'abril de 1942 va tallar gran part de l'exèrcit xinès local de la Xina i va obligar els aliats a evacuar Birmània. La divisió va avançar cap a Yunnan perseguint els xinesos, però va ser aturada a la batalla del riu Salween per les divisions xineses 36a i 88a el 31 de maig de 1942.
Des del maig de 1942, la 56a Divisió va exercir principalment tasques de guarnició a la frontera de Yunnan. El 113è Regiment d'Infanteria es trobava majoritàriament a Yunnan , excepte el 3r Batalló. que estava estacionat al comtat de Longling. El 148è Regiment d'Infanteria estava estacionat a Tengchong. Els intensos combats es van reprendre el gener de 1944 amb la batalla de Lashio, com a part de la campanya de la batalla del Nord de Birmània i de l'oest de Yunnan el 1944. Durant la campanya, el 114è Regiment d'Infanteria de la divisió, manllevat de la 18a Divisió, va ser destinat per destrossar els merodeadors de Merrill al setge de Myitkyina el maig-agost de 1944 i en retardar el 15:1 forces xineses superiors i van infligir grans baixes xineses durant la batalla del mont Song. Enfrontada a un enemic numèricament i millor equipat en una batalla de desgast, la 56a Divisió va patir grans pèrdues. Les restes de la divisió van ser retirades de la línia del front l'octubre de 1944, i el dia de la rendició del Japó, el 15 d'agost de 1945, a la frontera entre Birmània del Sud i Tailàndia .
La 56a divisió del front birmà japonès va ser la més destruïda pels xinesos. Almenys el 70% de la divisió va ser eliminada per l'exèrcit xinès al camp de batalla birmà, més de mil homes de la 56a divisió van morir durant l'ocupació japonesa de Yunnan occidental el 1942-44, així com centenars de tropes aliades d'Imaoka van morir al nord de Birmània i desenes a Myitkyina, i la 56a Divisió va patir cops devastadors a l'oest de Yunnan, Xina. 

1. Durant el contraatac de la força expedicionària de Yunnan (del 29 d'abril al 5 de juliol de 1944)
El nombre total d'homes que lluitaven sota el comandament de la 56a Divisió era d'aproximadament 11.000. Durant els dos mesos de combat, 1.719 persones van morir i 1.257 van resultar ferides. Uns 200 homes van morir per malalties de guerra i unes 4.500 van patir malalties de guerra. [3]
2. La primera fase de l'operació "Broken" (del 6 de juliol al 5 d'octubre de 1944)
La 56a Divisió (amb una força total d'uns 11.000 homes) va patir 4.868 morts en batalla, 1.430 ferides de batalla i 386 morts per malalties de batalla.
La 2a Divisió (amb una força total d'uns 6.000 homes) va patir uns 800 morts i 800 ferits. [4]
3. Durant la segona fase de l'operació "Broken" (del 5 d'octubre de 1944 al 26 de gener de 1945)
La 56a Divisió (amb una força total d'aproximadament 8.000 homes) va patir 1.803 morts en batalla, 3.194 ferides de batalla i 27 morts per malalties de batalla. [5]
Al voltant de 9.000 persones de la 56a Divisió (inclosos els que van morir per malalties de guerra) van morir en el contraatac de 1944-45 a Yunnan occidental.
El 1r Batalló del 146è Regiment (Pingga Garrison) va començar a lluitar amb els nostres dos regiments reforçats a Pingga el 29 d'abril de 1944 i va acabar abans que el cos expedicionari i la guarnició a l'Índia s'unís el 26 de gener de 1945. L'equip va patir 3.102 baixes. només al camp de batalla a l'oest de Yunnan (inclosos 2.734 morts i 368 ferits), i 236 més estaven desapareguts. Perquè en la primera etapa del nostre contraatac, aquest regiment va enviar la seva força principal al nord de Myanmar per donar suport a la 18a Divisió en la lluita contra les nostres tropes a l'Índia. Hi ha hagut 453 víctimes més (entre ells 413 morts i 40 ferits), que encara no s'han inclòs en aquesta taula. mig. En conjunt, el total de baixes del regiment va ser de fins a 3.555 (excloent les persones desaparegudes), que ja era el nombre total de tropes orgàniques del regiment d'infanteria japonès. El 146è Regiment és una ala orgànica estàndard (la seva brigada d'infanteria té 4 esquadrons d'infanteria, mentre que el 113è Regiment i el 148è Regiment tenen cadascun 3 esquadrons d'infanteria) amb una dotació de 3.443 efectius. [7] Durant la guerra, la 56a Divisió va rebre tres lots de 2.400 tropes addicionals. Si un terç de les tropes del 146è Regiment fos de 800, la seva força màxima seria d'aproximadament 4.200. Segons aquesta estimació, la ràtio de baixes de l'ala va ser del 73,8% i la taxa de mortalitat va ser del 65%. Relativament parlant, el 146è Regiment, que ha mantingut la seva estructura organitzativa i la seva bandera militar, es troba en millor situació que el 113è Regiment i el 148è Regiment, que van cremar les seves banderes militars a Songshan i Tengchong.
El 148è Regiment va perdre 3.510 persones a l'oest de Yunnan el 1944-45 (inclosos els que van morir per malalties de guerra)

## Unitats subordinades
- 56. Grup d'Infanteria de la Brigada:
  - 113. Regiment d'infanteria (Fukuoka)
  - 146. Regiment d'infanteria (Ōmura)
  - 148. Regiment d'infanteria (Kurume)
- 56. Regiment de reconeixement (motoritzat)
- 56. Regiment d'artilleria de camp 
  - 1. Batalló de canons 12 X 75mm
  - 2. Batalló de canons 12 X 75mm
  - 3. Batalló de canons 12 X 105mm
- 56. Regiment d'enginyers
- 56. Regiment de transport
- 56. Companyia de transmissions
- 56. Companyia de plana major
- 56. Companyia sanitaria 
  - 56/1. Hospital de camp
  - 56/2. Hospital de camp
  - 56/4. Hospital de camp
- Departament veterinary
- 56. Departament de prevenció d'epidèmies i purificació de l'aigua